# TV Aratu Camaçari
TV Aratu Camaçari foi uma emissora de televisão brasileira com sede em Camaçari, no estado da Bahia. Produzia programas focados em Camaçari e na região metropolitana, transmitidos por meio do canal 4 VHF analógico e 25 UHF digital da TV Aratu, licenciada para Salvador, e afiliada ao SBT.

## História
A TV Aratu Camaçari foi inaugurada em 25 de abril de 2008 como uma sucursal, responsável por gerar os programas A Hora do Povo e Bom Dia Cidade, exibidos para todo o estado por meio da TV Aratu. A inauguração contou com um show com apresentação das bandas Kortezia, Cangaia de Jegue e Canto Samba.
Em 15 de setembro de 2008, a emissora dá início a uma série de entrevistas com os cinco candidatos a prefeito da cidade de Camaçari no programa A Hora do Povo.
Em 16 de novembro de 2009, a TV Aratu Camaçari inaugurou uma nova sede, e os programas A Hora do Povo e Bom Dia Cidade ganharam novos horários e cenários.
Em 16 de março de 2010, a TV Aratu Camaçari cobriu a Festa de Arembepe, tradicional evento no município de Camaçari. Em julho, a emissora deixou de produzir o programa A Hora do Povo, e em junho de 2011, foi ao ar o último Bom Dia Cidade, encerrando assim as atividades da sucursal.

## Equipe

### Membros antigos
- Aline Marques[7]
- Ana Borges[8]
- Fernando Santana[9]
- Henrique Oliveira (hoje na RecordTV Itapoan)[10]
- Lise Oliveira (hoje na TV Aratu)[11]
- Marlúccia Araújo[12]
- Mila Loureiro (hoje apresentadora do Bahia dá Sorte)[13]
- Soraia Alencar[14]
- Silvana Freire[15]